# Розбійники (опера)
«Розбійники» (італ. I masnadieri) — опера на 4 дії італійського композитора Джузеппе Верді. Лібрето написав Андреа Мафеї на підставі однойменної драми Фрідріха Шиллера. Цією оперою Джузеппе Верді розпочав свою міжнародну кар'єру, оскільки це його перша опера, написана спеціально для іноземного театру. Прем'єра відбулася у Лондоні в Театрі Її Величності 22 липня 1847 року. Диригував сам Верді, а в головній ролі Амалії співала шведська оперна співачка (сопрано), яку називали «шведським солов'єм» — Єнні Лінд. Прем'єра опери мала великий успіх.

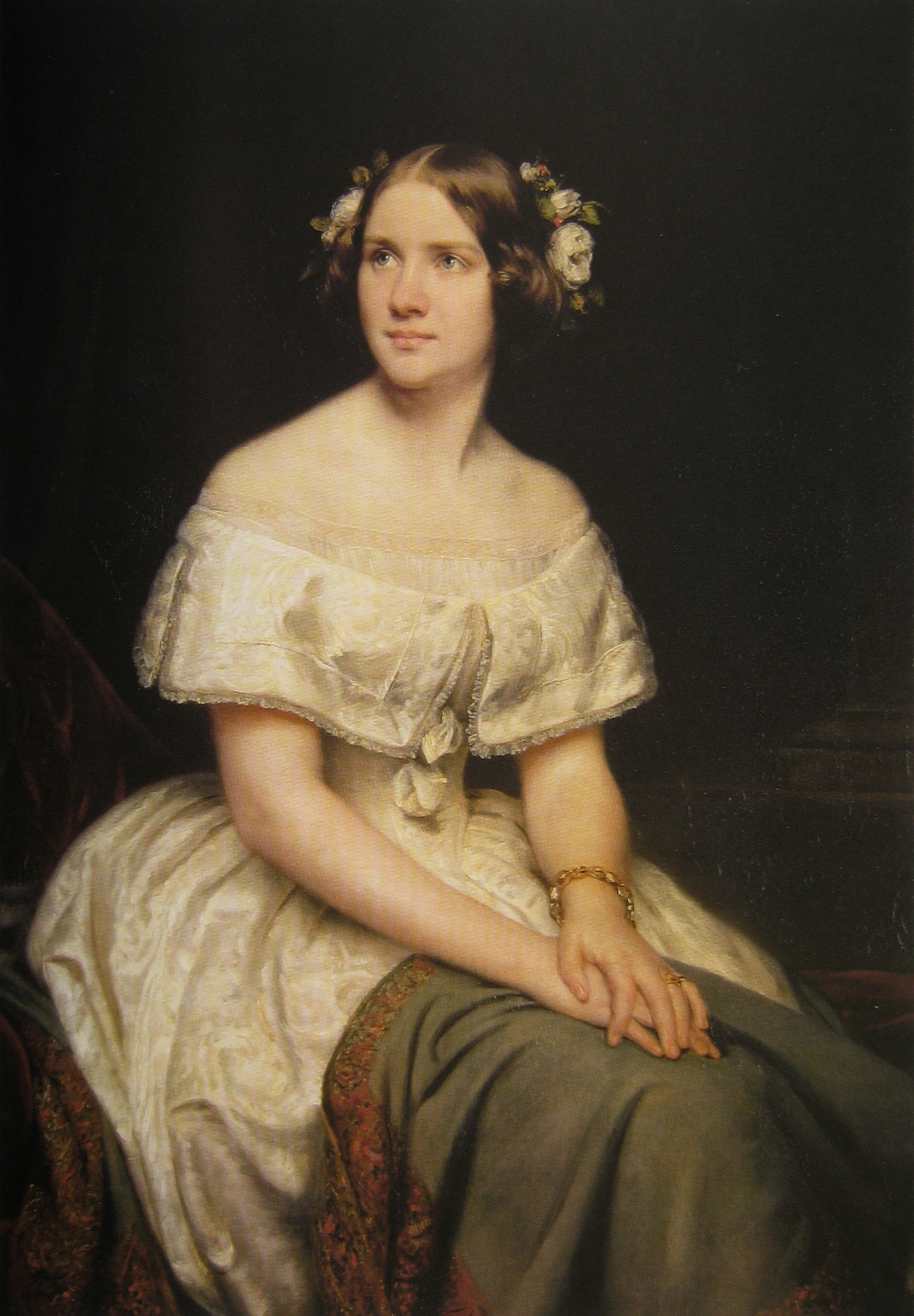
Єнні Лінд

## Дійові особи

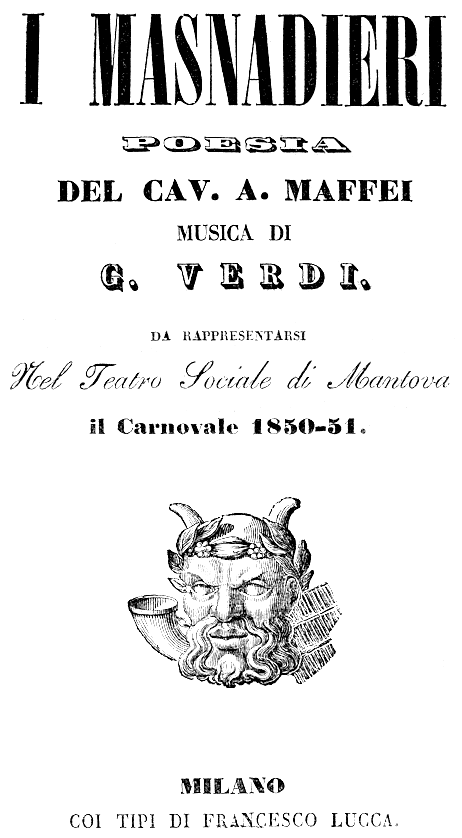
Титульна сторінка лібрето опери

- Амалія — сирота, племінниця графа, (сопрано)
- Массіміліано — граф, управитель Моора, (бас)
- Карло — його старший син, (тенор)
- Франческо — його молодший син, (баритон)
- Арміньо — підкомо́рій правлячої сім'ї, (тенор)
- Мозер — пастух, (бас)
- Ролля — товариш Карла Моора, (тенор)

Хори — віруючих молодих людей, потім розбійників, жінок, дітей, слуг

## Сюжет
Події відбуваються у Богемії та Франконії у першій половині XVIII-го століття.
Карло, старший і улюблений син старого графа Массіміліано, поїхав вчитися до Дрездена, але покинув навчання і живе розгульним життям з бандою розбійників. Однак, таке життя йому набридає і він хоче повернутися додому до коханої Амалії. Проте його брат Франческо робить все, щоб цього не сталося. Інтригами він хоче звести зі світу графа і заволодіти його майном та Амалією. Карло, на чолі ватаги розбійників, вривається до замку, але Франческові вдається втекти. Старий граф помирає, а Карло вбиває Амалію і здається владі.

## Оркестр
- дві флейти, два гобої, два кларнети, два фаготи
- чотири валторни, дві труби, три тромбони
- контрабас, бас-барабан, трикутник, тарілки, два малі барабани, дзвін
- струнні

## Дискографія
- 1974 : диригент — Ламберто Гарделлі; співаки — Руджеро Раймонді, Монсеррат Кабалле, Карло Бергонці, П'єро Капучічи, Джон Сандора; оркестр — Нова Філармонія, PHILIPS, 2 CD
- 1982 : диригент — Richard Bonynge; співаки — Самуель Рамі (Samuel Ramey), Джоан Сазерленд, Франко Банісоллі (Franco Bonisolli), Матео Манугера (Matteo Manuguerra), Симона Алаімо (Simone Alaimo); оркестр — Валлійської національної опери[en], DECCA, 2 CD
- 1990 : диригент — Мауріціо Рінальді (Maurizio Rinaldi); співаки — Ф. Ді Бернардо (F. di Bernardo), Стефанія Бонфанделлі (Stefania Bonfadelli), Маріо Б'янчі (Mario Bianchi), Альберто Мастромаріно (Alberto Mastromarino.); оркестр — Amadeus, CLAMADISCO, 2 CD